# Tribunal de Justiça do Estado de Minas Gerais
O Tribunal de Justiça do Estado de Minas Gerais (TJMG) é um órgão brasileiro do poder judiciário do estado de Minas Gerais, com sede na capital estadual e jurisdição em todo o território estadual. Por se tratar de um órgão da justiça estadual, sua função é julgar os casos que não sejam de competência da justiça federal comum, do trabalho, eleitoral e militar.

## História
Em 1714, foram criadas as primeiras Comarcas de Minas Gerais: Comarca de Vila Rica (Ouro Preto), Comarca do Rio das Velhas (Sabará) e Comarca do Rio das Mortes (São João del-Rei).
A Província de Minas, em 1872, contava mais de dois milhões de habitantes, tinha oitenta e três municípios e era dividida judiciariamente em quarenta e sete comarcas. Só que Minas continuava sem a sua Corte de Segunda Instância, estando todas as suas comarcas sob jurisdição do Tribunal da Relação do Rio de Janeiro.
Aproximava-se, afinal, a hora do nascimento da instituição pela qual os mineiros há tanto ansiavam: o Tribunal da Relação de Minas Gerais.
No dia 6 de agosto de 1873, com a publicação do Decreto Imperial nº 2.342, de D. Pedro II, era criada a Relação de Minas, com sede em Ouro Preto.
Compunham aquela primeira Corte sete Desembargadores, nomeados por Decreto Imperial de 6 de setembro de 1873.
No dia 3 de fevereiro de 1874, realizava-se a sessão solene de instalação em um belo solar da Rua Direita, em Ouro Preto, imóvel que pertencera ao Tenente-Coronel Freire de Andrade e onde se reuniram várias vezes os conjurados mineiros.

### Mudança de Sede

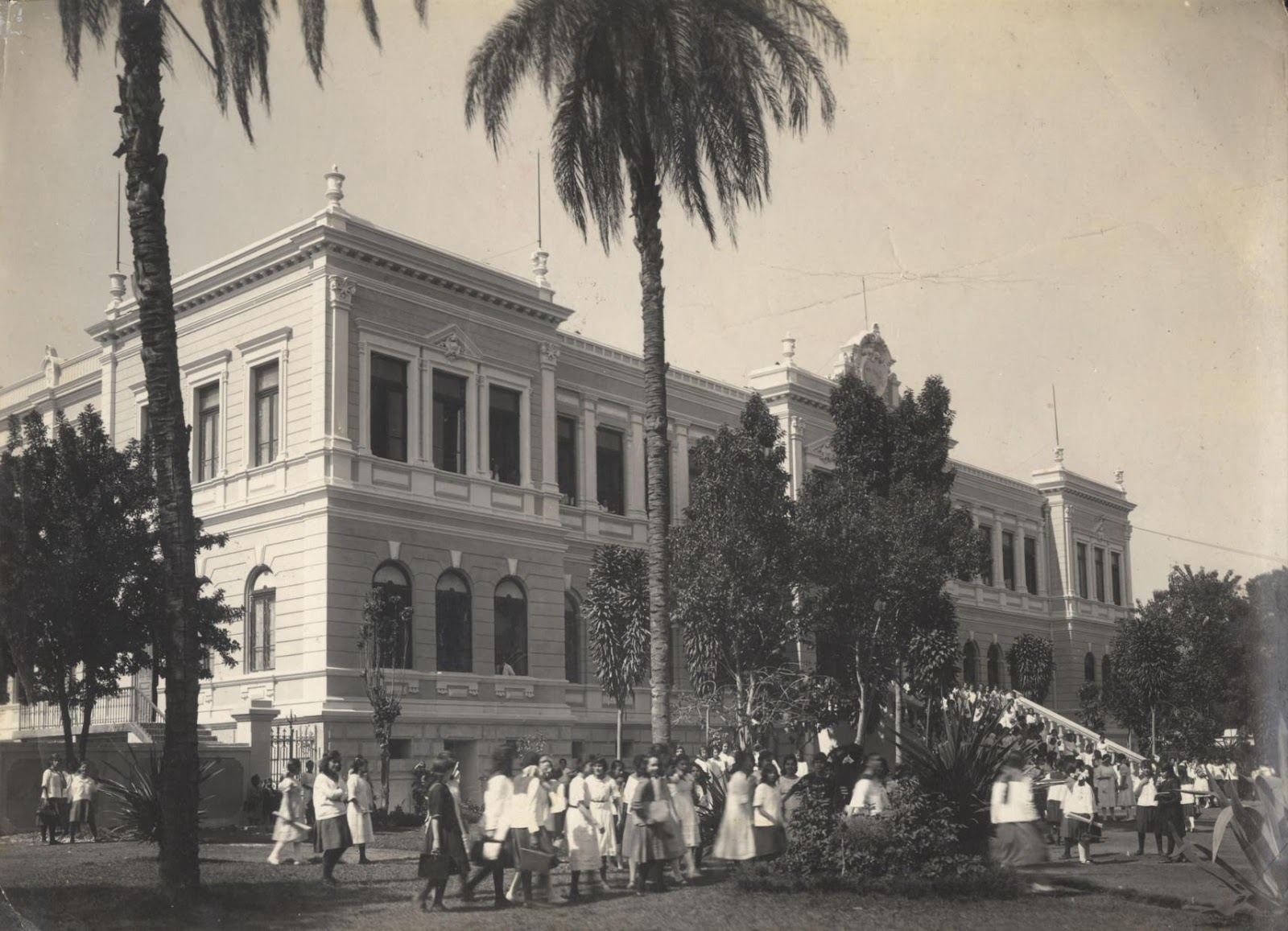
O edifício do IEMG, datado de 1898, abrigou provisoriamente o Tribunal da Relação de Minas Gerais

No dia 5 de agosto de 1897, quatro meses antes da inauguração da nova capital, o Tribunal da Relação, recém-instalado em prédio situado no local onde hoje funciona o Instituto de Educação, reunia-se pela primeira vez em Belo Horizonte, antecipando-se à transferência do Executivo e do Legislativo.
Em 1910, quando era Presidente do Estado Wenceslau Braz, foi edificado o Palácio da Justiça, situado na Avenida Afonso Pena, 1.420. Projetado pelo Engenheiro José Dantas, o belo prédio foi construído pelo Coronel Júlio Pinto e inaugurado em 1911, já no governo de Bueno Brandão. No período de 1958 a 1964, o Palácio passou por uma profunda reforma e o Tribunal transferiu-se provisoriamente para o 9º andar do então Banco de Crédito Real. À sessão solene de reinauguração compareceram, entre outras autoridades, o Governador Magalhães Pinto e o Senador Milton Campos, cujo pai, o saudoso Desembargador Rodrigues Campos, foi homenageado na ocasião, com seu nome dado ao Palácio restaurado. Por sua riqueza arquitetônica e por sua importância histórica, o Palácio da Justiça foi tombado pelo Instituto Estadual do Patrimônio Histórico e Artístico, em 1977.
Em 1934, o Tribunal da Relação passou a chamar-se Corte de Apelação; em 1937, Tribunal de Apelação e, em 1946, recebeu a denominação atual de Tribunal de Justiça do Estado de Minas Gerais.
Atualmente o TJMG funciona na Avenida Afonso Pena, 4.001, 

## Atribuições
As atribuições jurisdicionais do Tribunal de Justiça estão determinadas na Constituição do Estado de Minas Gerais . Entre essas atribuições, destacam-se a competência originária para julgamento do Vice-Governador, Deputados Estaduais, Procurador-Geral de Justiça e Secretários de Estado, nos crimes comuns; mandado de segurança contra ato do Governador e do Presidente da Assembleia Legislativa e ação direta de inconstitucionalidade de lei ou ato normativo estaduais.

## Composição

### Presidente
O desembargador Gilson Soares Lemes, tomou posse, dia 30 de junho de 2020, como presidente do Tribunal de Justiça de Minas Gerais (TJMG). O mandato tem duração de dois anos . O desembargador Gilson Lemes sucedeu Nelson Missias de Morais na presidência do TJMG. 
Nascido na cidade mineira de Coromandel, Gilson Lemes formou-se em direito pela Faculdade de Direito da Universidade Federal de Uberlândia (1990), onde também fez pós-graduação em Direito Processual Civil (1991). Outras pós-graduações: Direito Constitucional e Direito Imobiliário pela Universidade Gama Filho (2012/2013) e Direito Civil pela Faculdade Cândido Mendes (2013). É mestre em Direito Empresarial pela Faculdade de Direito Milton Campos (2015) e doutorando pela Universidade Autónoma de Lisboa. 
O atual presidente foi também Superintendente Adjunto da Superintendência Administrativa do Tribunal de Justiça de Minas Gerais no biênio 2018/2020. 

### Desembargadores
Ao todo são previstos 140 cargos de desembargador no Tribunal de Justiça. Quatro quintos dos desembargadores do Tribunal de Justiça são juízes de carreira, promovidos por antiguidade ou merecimento, enquanto um quinto dos lugares é preenchido por advogados e membros do Ministério Público. 